# 東大手車站
東大手車站（日语：／ Higashi-Ōte eki */?）是位於愛知縣名古屋市東區，屬於名鐵瀨戶線的鐵路車站。

## 車站結構
為2面2線側式月台之地下車站。本站全天有站務員服務。
本站是位在名古屋城之外護城河之正下方。

### 月台配置
| 月台 | 路線   | 方向 | 目的地               |
| ---- | ------ | ---- | -------------------- |
| 1    | 瀨戶線 | 下行 | 大曾根、尾張瀨戶方向 |
| 2    | 瀨戶線 | 上行 | 往榮町               |

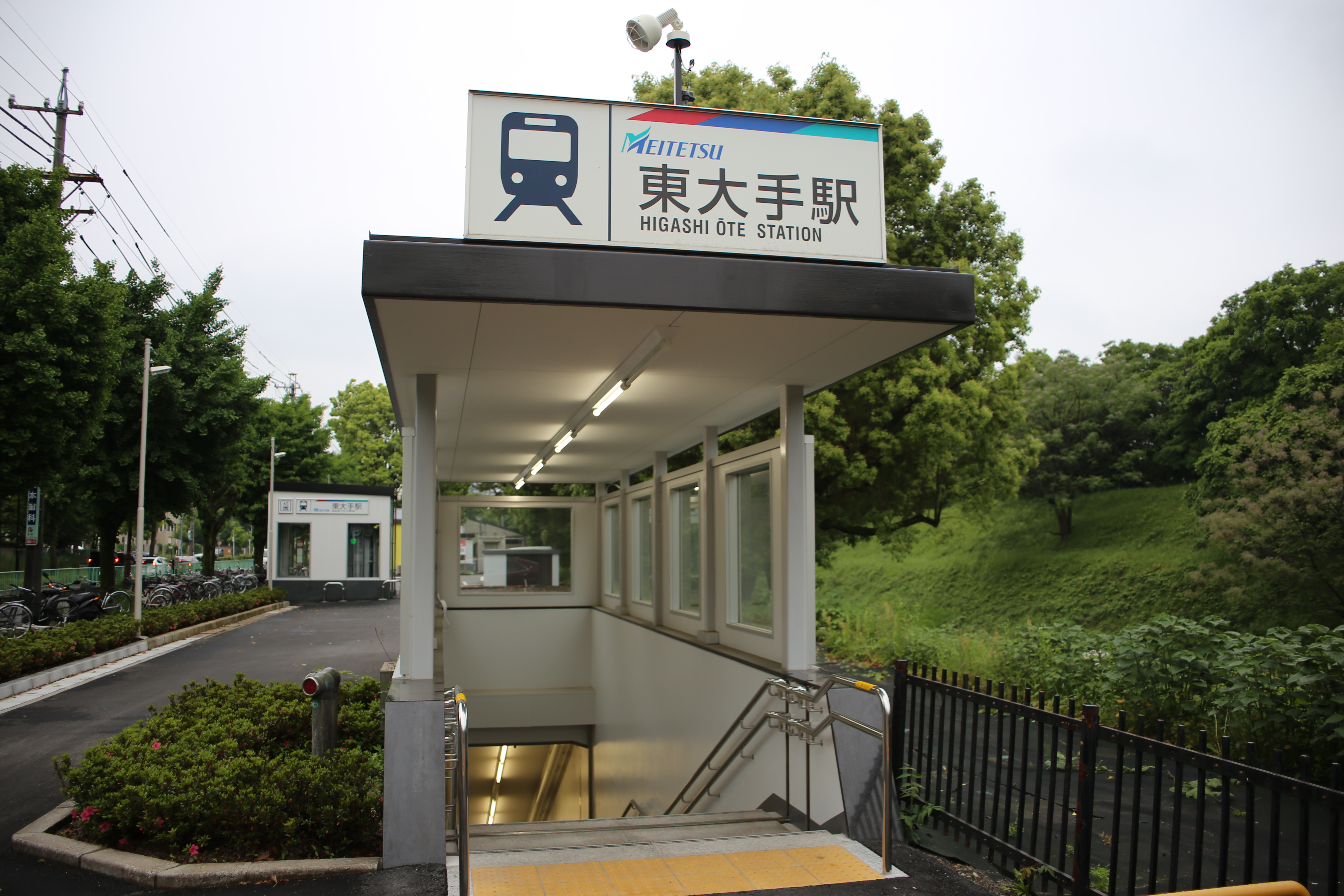
北出口 （後方可見為新設的 升降機專用口）
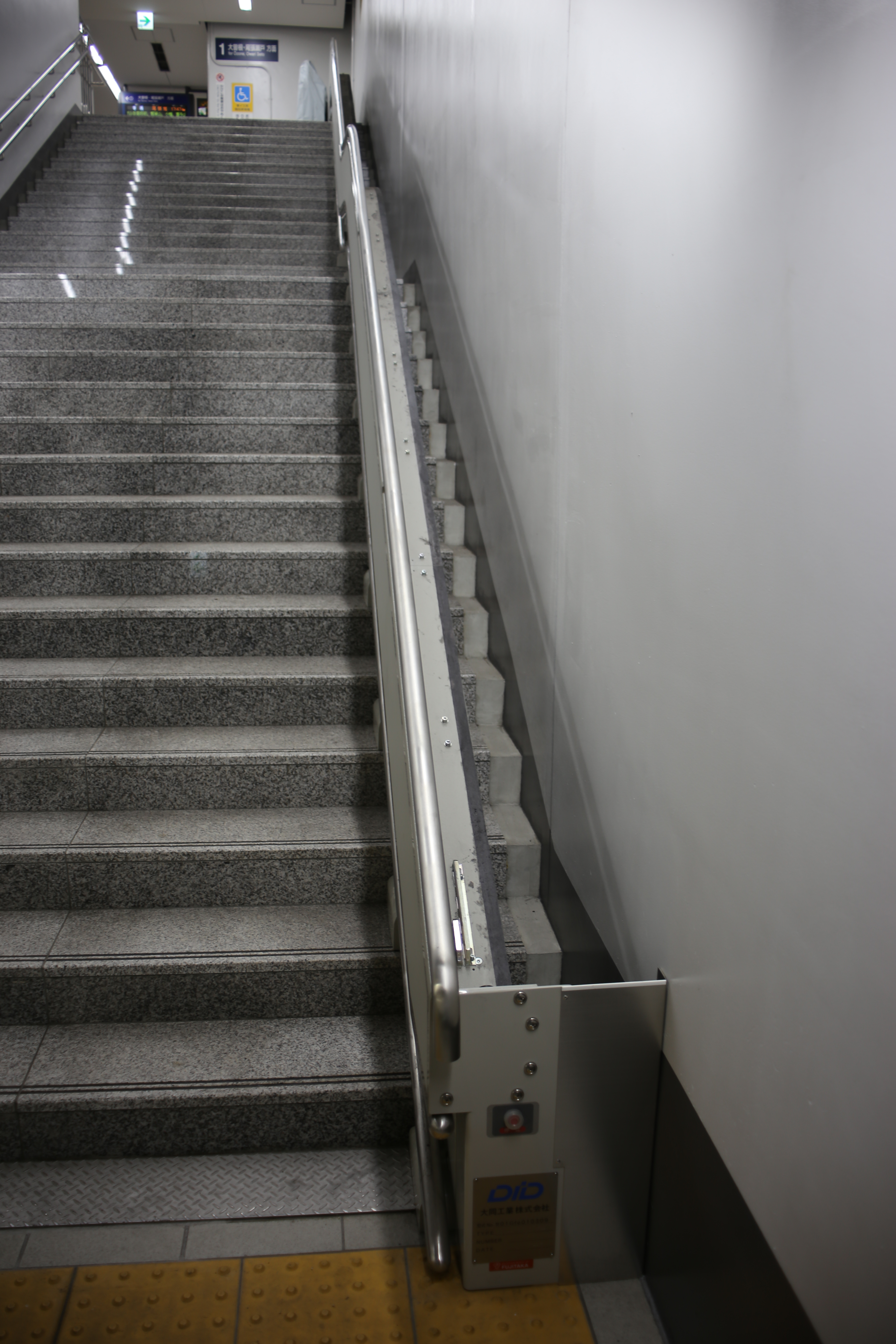
樓梯昇降機
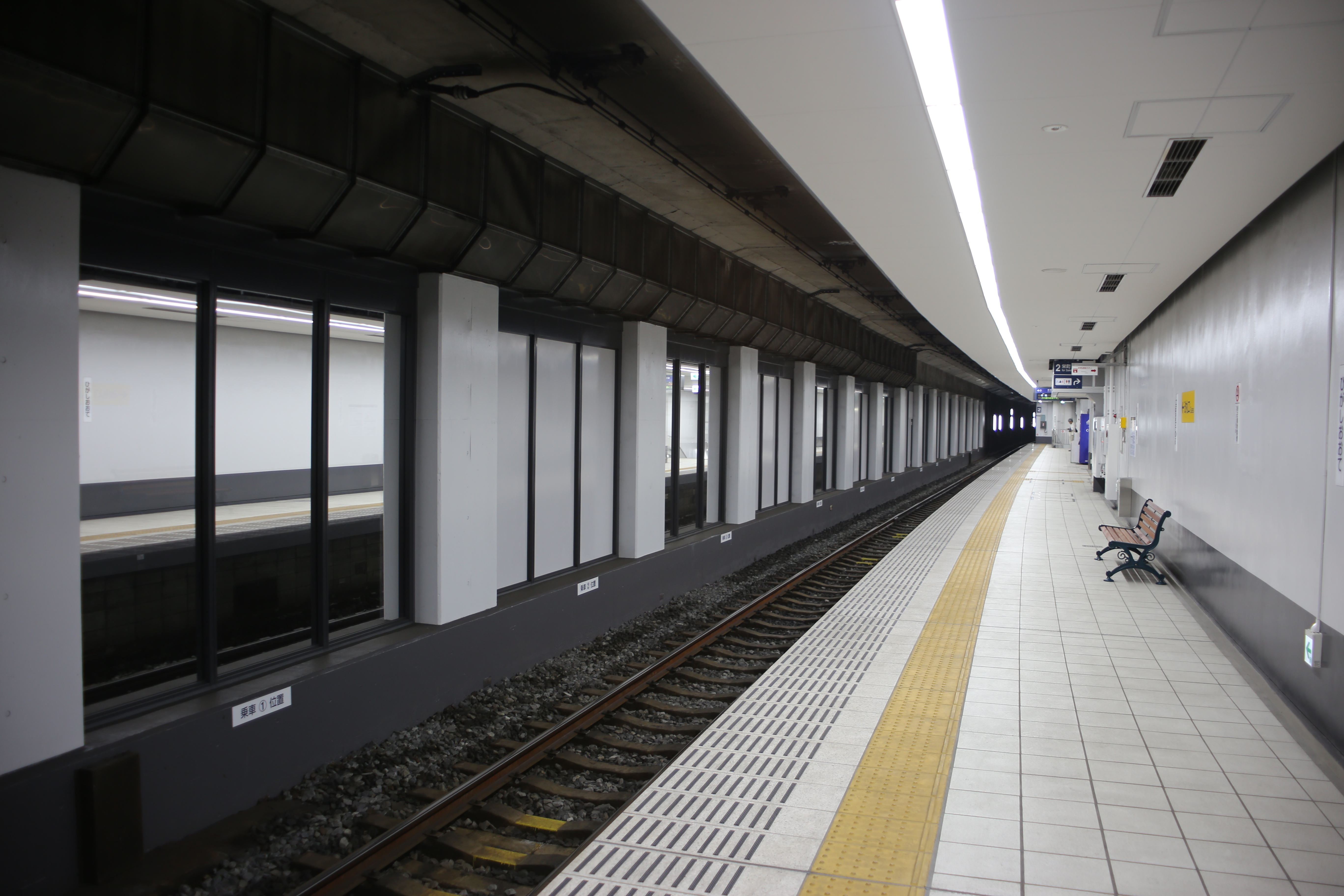
月台 （榮町方向）
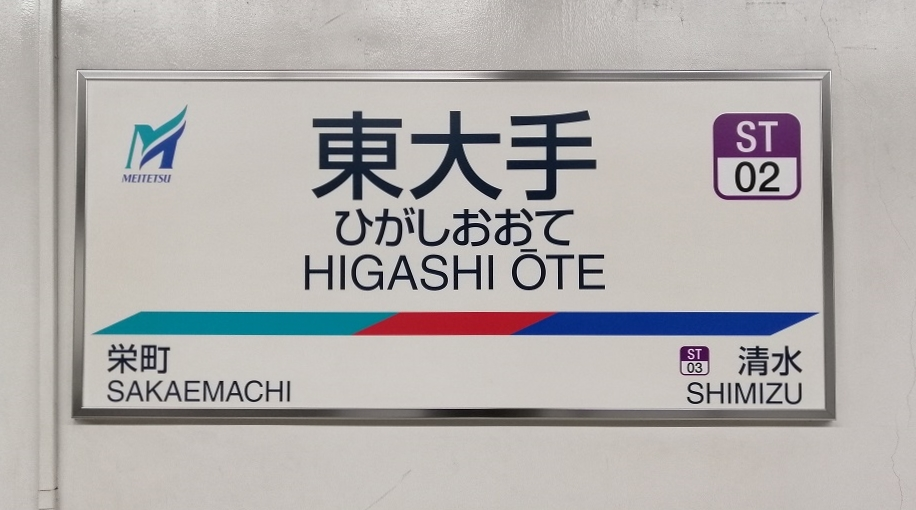
站名牌

### 配線圖
| ← 大曾根、 尾張瀨戶方向 | 東大手站 構內配線略圖 | → 榮町站 |
| 图例 参考文献：         |                       |          |

## 本站沿革
- 1910年（明治43年） 10月1日 - 以地面車站之方式開始營運。車站位在2座清水橋（往西行與往東行）之間。
- 1944年（昭和19年）- 暫停站務服務。
- 1978年（昭和53年）8月20日 - 本站為配合通往榮町車站，遷移並改為地下車站模式後重新營運。
- 2006年（平成18年）12月16日 - 開始對應Tranpass(站名印字: 東大)。

## 相鄰車站
名古屋鐵道
 瀨戶線
■急行、■準急
榮町（ST01）－東大手（ST02）－大曾根（ST06）
■普通
榮町（ST01）－東大手（ST02）－清水（ST03）
1944年休止當時
瀨戶線
大津町－久屋－東大手－土居下

## 外部連結
- 東大手 - 名古屋鐵道